# Wulfenia rotundifolia
Wulfenia rotundifolia là một loài thực vật có hoa trong họ Mã đề. Loài này được (A. Gray) Greene miêu tả khoa học đầu tiên năm 1894.